# Nina Cassian
Nina Cassian (nume la naștere Renée Annie Cassian, n. 27 noiembrie 1924, Galați, România – d. 15 aprilie 2014, New York City, New York, SUA) a fost o poetă, eseistă și traducătoare și compozitoare română, de origine evreiască.

## Biografie
S-a născut într-o familie de origine evreiască (tatăl, I. Cassian-Mătăsaru, era un traducător cunoscut și mama, Jana  Șmilovici); avea apoi să se mute pe rând cu familia la Brașov, unde Nina Cassian intră la Liceul Principesa Elena, și la București, unde urmează cursurile Institutului Pompilian, pe care l-a absolvit în 1942 după ce a parcurs ultimele două clase într-un singur an. În același timp, a urmat tot felul de cursuri: de desen cu G. Loewendal și M. H. Maxy, de actorie cu Beate Fredanov și Al. Finți, de pian și compoziție muzicală cu Th. Fuchs, Paul Jelescu, Mihail Jora și Constantin Silvestri; pe acestea din urmă le-a continuat cu Alfred Mendelsohn, Leon Klepper, Constantin Bugeanu și Dan Baciu. Frecventează cercuri intelectuale de stânga și intră la vârsta de 16 ani în organizația Tineretului Comunist, aflată atunci în ilegalitate, visând „să mântui lumea de toate antagonismele fundamentale dintre sexe, rase, popoare, clase etc.” „Tovarășii” însă o antipatizează, considerând-o orgolioasă și dominatoare. În anul 1943 se căsătorește cu scriitorul Vladimir Colin, de care divorțează în anul 1948 pentru a se căsători cu dramaturgul Al. I Ștefănescu, care-i va fi devotat toată viața și trecându-i cu vederea comportamentul.În paralel, primele ei încercări literare sunt generos încurajate de Tudor Arghezi și Ion Barbu, ultimul fiind chiar îndrăgostit de tânăra poetă. În anul 1945, ziarul România liberă îi publică prima poezie Am fost un poet decadent.
În perioada 1947-1948 a fost redactor la revista Rampa. Din 1949 a fost redactor la revista Urzica și profesoară la Școala de Literatură și Critică Literară „Mihai Eminescu”.

## Opera
În februarie 1944, Renée Annie a debutat, în ziarul „Ecoul”, sub pseudonimul Maria Veniamin, cu traduceri din Georges Rodenbach și din Christian Morgenstern.
Debutează editorial în 1947, cu volumul de versuri suprarealiste „La scara 1/1”, despre care Nicolae Manolescu spune că „este unul dintre cele mai promițătoare volume de debut, într-un acut spirit modernist”. În urma unui atac ideologic lansat în ziarul Scânteia la adresa ei, începe să scrie treptat și poezie proletcultistă. „Am făcut un mare ocol în propria mea devenire poetică...”, cum singură avea să mărturisească, plin de avânturi naive și compromisuri astfel că, începând din 1956 se întoarce la poezia autentică. Începe să scrie în paralel și literatură pentru copii, atrasă de posibilitățile estetice ale evadării în fantezie și candoare, precum și două volume de "proză subiectivă", la persoana întâi. Realizează traduceri din Shakespeare, Bertolt Brecht, Christian Morgenstern, Iannis Ritsos și Paul Celan. Publică peste 50 de cărți de poezie, eseuri și proză, și inventează o nouă limbă poetică, limba spargă. I se decernează în 1969 Premiul Uniunii Scriitorilor din România.

## Exilul
În 1985 a cerut azil politic la New York și călătorește în Statele Unite ca profesor invitat, cu o bursă Soros, pentru a susține un curs la New York University. După o lună află de arestarea și uciderea în închisoare a lui Gheorghe Ursu, unul din prietenii apropiați, în al cărui jurnal confiscat de Securitate era menționată „cu părerile mele politice, evident anticeaușiste". Nina Cassian  ia hotărârea de a nu reveni în țară. Imediat, apartamentul său din România este confiscat, iar cărțile îi sunt interzise și retrase din biblioteci, până la căderea regimului Ceaușescu.
În Anglia, îi apare volumul de versuri Call Yourself Alive și, în Statele Unite, Life Sentence, traduceri ale volumelor din țară, precum și volumele inedite Take My Word for It!, Blue Apple și Lady of Miracles, care se bucură de succes. Susține recitaluri de poezie și publică în reviste americane.
În ultimii 30 de ani ai vieții, poeta Nina Cassian a trăit la New York, iar „proiectul major al vârstei și vieții" sale a fost scrierea memoriilor, oglindă a "anilor furați și dăruiți", proiect ale cărui prime două volume, Memoria ca zestre, s-au bucurat de un ecou important în țară și de numeroase cronici.  În anul 1994 i se decernează „Leul literar" de către New York Library. În 2005 lansează la Institutul Cultural Român din New York al treilea volum memorialistic, Memoria ca zestre. Cartea a III-a. Editura americană Norton îi propune editarea poemelor sale scrise în limba engleză în cadrul seriei Selected Works, o performanță pentru o poetă sosită din Estul Europei.
Poemele sale au apărut în revistele americane The New Yorker, Atlantic Monthly, New England Review și American Poetry Review.
Criticul Daniel Cristea-Enache afirma că dispariția Ninei Cassian lasă un gol în literatura și cultura română, poeta fiind reprezentativă pentru întreaga ei generație. La dorința Ninei Cassian, urna cu cenușa sa a fost depusă la crematoriul Cenușa din București, unde se află și rămășițele părinților săi și ale fostul său soț Al. I. Ștefănescu.

## Opere

### Volume în limba română
- La scara 1/1, versuri, București, 1947;
- Sufletul nostru, versuri, București, 1949;
- An viu - nouă sute și șaptesprezece, versuri, București, 1949;
- Nică fără frică, basm în versuri, București, 1950;
- Ce-a văzut Oana, versuri pentru copii. București, 1952;
- Horea nu mai este singur, versuri, București, 1952;
- Tinerețe, versuri, București, 1953;
- Florile patriei, versuri pentru copii, București. 1954;
- Versuri alese, București, 1955;
- Vârstele anului, versuri, București, 1957;
- Dialogul vântului cu marea: motive bulgare, versuri, București, 1957;
- Prințul Miorlau, versuri pentru copii, București, 1957:
- Botgros, cățel fricos, versuri pentru copii. București, 1957;
- Chipuri hazlii pentru copii. versuri, București, 1958;
- Aventurile lui Trompișor, versuri pentru copii, București, 1959;
- Inverno (Iarna), versuri, traducere în italiană de Antonio Uccello, Roma, 1960;
- Spectacol în aer liber. O monografie a dragostei, versuri, București, 1961;
- Sărbătorile zilnice, versuri, București, 1961;
- Încurcă-lume, versuri pentru copii, București. 1961;
- Poezii, pref. de Ov. S. Crohmălniceanu. București, 1962;
- Curcubeu, versuri pentru copii. București, 1962;
- Să ne facem daruri, versuri. București, 1963;
- Îl cunoașteți pe Tică?, versuri pentru copii, București, 1964;
- Disciplina harfei. versuri, București, 1965;
- Sângele, versuri. București, 1966;
- Destinele paralele, versuri. București, 1967;
- Uită-l este... uită-l nu e, piesă pentru copii, București, 1967;
- Ambitus, versuri. București, 1969;
- Povestea a doi pui de tigru numiți Ninigra și Aligru, poveste în versuri, București. 1969 (ed. II,* Povestea a doi pui de tigru numiti Ninigra si Aligru – si alte poezii Arhivat în 22 noiembrie 2011, la Wayback Machine.  , București, Ed. Cartile Tango, 2010);
- Întâmplări cu haz, versuri pentru copii. București, 1969;
- Cronofagie. 1944-1969, versuri, București, 1970;
- Recviem, versuri, București, 1971
- Marea conjugare, versuri, Cluj, 1971;
- Atât de grozavă și adio. Confidențe fictive, București, 1971 I (ed. II, Confidențe fictive. Atât de grozavă și adio alte proze, București, 1976),(ed. III,* Confidente fictive. Atat de grozava si adio si alte proze Arhivat în 22 noiembrie 2011, la Wayback Machine.  , București, Ed. Cartile Tango, 2008);
- Loto-Poeme. București, 1972;
- Spectacol în aer liber. O altă monografie a dragostei, versuri, București, 1974, (ed. II,* Spectacol in aer liber. O alta monografie a dragostei  Arhivat în 22 noiembrie 2011, la Wayback Machine.  , București, Ed. Cartile Tango, 2008) ;
- Între noi copiii, București, 1974;
- O sută de poeme, selecția autoarei, în colab. cu Șerban Foarță, București, 1974;
- Suave, versuri, București, 1977;
- De îndurare, versuri, București, 1981;
- Numărătoarea inversă, versuri, București, 1983;
- Jocuri de vacanță, versuri și proză, București, 1983;
- Roșcată-ca-Arama și cei șapte șoricari, versuri pentru copii, București, 1985;
- Desfacerea lumii: 1984-1996, versuri, București, 1997;
- Cearta cu haosul, versuri și proză (1945-1991), București, 1993;
- Memoria ca zestre. Cartea I: 1948-1953, 1975-1979, 1987-2003; Cartea II: 1954-1985, 2003-2004, București, 2003-2004 (ed. II,* NINA CASSIAN - MEMORIA CA ZESTRE (3 vol.)[nefuncțională]
, București, Ed. Cartile Tango, 2010);.[25]
- Avangarda nu moare și nu se predă: poeme și desene (1947-2007); postfață de Șerban Foarță (sub formă de dactilogramă adnotată manual); Editura Vinea, București, 2007; versiunea in limba engleza: 'The Avant Garde Doesn't Die and Never Surrenders'; New Meridian Arts. 2016;
- Dialogul vântului cu marea - Nina Cassian in conversație cu Carmen Firan; Cartile Tango, 2014; versiunea în limba engleză: 'Interviews and Encounters: Nina Cassian, Carmen Firan'; Sheep Meadow Press,U.S., United States, 2015.

### Volume în alte limbi
- Mit látott Anna? (Ce-a văzut Ana?), traducere în limba maghiară de Szász János, Ifjúsági Könyvkiadó, Bukarest, 1952.
- Deli Nika (Nică fără frică, traducere în limba maghiară de Szemlér Ferenc, Ifjúsági Könyvkiadó, Bukarest, 1954.
- Nyávogó herceg (Prințul Miorlan, traducere în limba maghiară de Majtényi Erik, Ifjúsági Könyvkiadó, Bukarest, 1958.
- Tarka album (Curcubeul, traducere în limba maghiară de Veress Zoltán și Jancsik Pál, Ifjúsági Könyvkiadó, Bukarest, 1963.[26]

- Lady of Miracles, trad. de Laura Schiff, Berkley, 1988;
- Call Yourself Alive?, versuri, trad. în lb. engleză de Brenda Walker și Andreea Deletant, Londra, 1988 (ed. II, 1989);
- Life Sentence. Selected Poems, Edited and with an Introduction by William Jay Smifh, New York and London, 1990 (Translators: Richard Wilbur, Stanley Kunitz, Carolyn Kiser, Nina Cassian, Andreea Deletant, Petre Solomon, Cristian Andrei etc);
- Cheerleader for a Funeral. Translated by Brenda Walker with the author, London & Boston, 1992;
- Virages/Viraje, versuri, trad. în lb. franceză de autoare, în colab. cu E. Guillevie și Lily Denis, București, 1978;
- Blue Apple (Mărul albastru), trad. în lb. engleză de Eva Feiler, New York, 1981;
- Lady of Miracles, versuri, trad. de Laura Schiff, București, 1982;
- El sangre (Sângele), trad. în lb. spaniolă de Micaela Rădulescu, București, 1983;
- Metamorphoses: The journal of the five college seminar on literary translation - December 1995; Contributors: E.M. Beekman, Ilan Stavans, Veverly Matherne, Georges Braque, Boris Serebrenikov, Paul Celan, Nelli Sachs, Paul Eluard, Nina Cassian, Richard Wilbur, et al.; Amherst College, 1995;
- Take My Word for It, versuri, New York, 1998;
- Something Old, Something New, poeme, cu desene ale autoarei, Tuscaloosa, Alabama, 2002;
- INTOLERANT LANDSCAPE; Printed on the occasion of "Exploring Form and Narrative," June 5-8, 2002. A poetic work; Aralia Press, West Chester, PA, 2002;
- Continuum, Norton, New York, 2009;
- Sunt multe feluri de a dispărea = C'è modo e modo di sparire. Poesie 1945-2007, în limba italiană, Milano, Adelphi, 2013. Antologie îngrijită de Ottavio Fatica. Traduceri din română de Anita Natascia Bernacchia; traduceri din engleză de Ottavio Fatica.

### Traduceri
- Din poezia coreeană - [Te Ghi Cen, Lim Hva, Li Den Gu...] ; [în românește de en:Andrei Tudor, Nina Cassian, Petre Solomon...], București, 1951;
- Serghei Mihalcov, La muzeul V.I.Lenin, București, 1951;
- Vl. Maiakovski, Ce să fiu, București, 1951;
- M. Isakovski, Poezii alese, București, 1951;
- Vl. Maiakovski, Calul năzdrăvan, București, 1952;
- idem, Iată o cărticică în dar, despre moarte, despre far, București, 1953;
- idem, Pe fiecare filă, un elefant, o cămilă, București, 1953;
- A. Barto, Sărbătoarea ta, București, 1953;
- Vl. Maiakovski, Copiilor, București, 1953;
- K. Ciukovski, Povești, București, 1956 (ed. II, 1959; ed. III, 1963);
- Moliere, Mizantropul, București, 1956 (ed. II, 1966);
- idem, Femeile savante, București, 1958 (ed. II, 1974);
- Mărgarita Aligher, Zoia, București, 1958;
- Iannis Ritsos, Arhitectura copacilor, București, 1959;
- K. Ciukovski, Puișorul, București, 1959;
- D. Rendis, Legenda lacului, București, 1963;
- Iannis Ritsos, A patra dimensiune, București, 1964;
- D. Rendis, Poezii, București, 1966;
- B. Brecht, Versuri, București, 1966;
- Lirice, Grigol Abaside, Bella Ahmadulina, Anna Ahmatova . . . ; trad. de Maria Banus, Nina Cassian, Mihai Beniuc, 1967
- Christian Morgenstern, Cântece de spânzurătoare, București, 1970;
- Paul Celan, Versuri, în colab. cu Petre Solomon, București, 1973;
- H. Kahlau, Fluxul lucrurilor, București, 1974;
- Moliere, Femeile savante, București, 1974;
- E. Guillevie, Poeme, București, 1977;
- Hans Peter Türk, Siebenbürgisch-sächsische Volkslieder: aus dem Sammlung von Gottlieb Brandsch - Cîntece populare sasesti din culegerea lui Gottlieb Brandsch, 1980;
- I. Manger, Balada evreului care a ajuns de la cenușiu la albastru, trad. în colab. cu I. Bercovici, București, 1983.
- Romanian Poems by Paul Celan and Essays: Celan, Paul; Sheep Meadow Pr, 2015.

## Compoziții muzicale
- Patru cântece, de Mansi Barberis, Diamandi Gheciu, Radu Dragan si Nina Cassian, 1952
- Grivița roșie, 1952, poem simfonic;
- Toccata: piano solo, 1955;
- Cîntece pentru republica: suita pentru soprana solo, cor mixt si orchestra simfonica, Bucuresti,Editura de Stat pentru Literatura si Arta, 1956;
- Musica nuova, variațiuni pentru cvintet instrumental
- Două cântece pentru poemele lui Eminescu, 1957;
- Lenin e cu noi, muzica de Leon Klepper ; versuri de Nina Cassian, 1963;
- Pe o plaja japoneza: secvente pentru orchestra, cor de femei si banda magnetica : partitura, de Mircea Istrate ; versurile de Nina Cassian, 1969;
- Fünf Lieder für eine Mittelstimme Op. 1, de Mihail Jora ; versiunea româneasca: Nina Cassian, Editura Muzicala a Uniunii Compozitorilor, 1973;
- Povestea unui ciobanas: cîntece si coruri pentru copiil versurile si muzica: D. D. Stancu; textier: Nina Cassian, 1973;
- Oda orasului meu: cantata pentru cor si orchestra : partitura, de Theodor Grigoriu ; versurile de Nina Cassian, 1975;
- Suita simfonică:Pisica de una singură (Orchestra de cameră), 1975;
- Lieduri pentru voce si pian, de Paul Richter ; versiunea româneasca: Nina Cassian, 1977
- Muzica întâmplătoare pentru Călătoriile lui Gulliver (Orchestra de cameră), 1978;
- Șapte Capricii, 1978;
- Muzica pentru o piesă originală de teatru pentru copii: Nică fără frică (Orchestra de cameră), 1979
- Fascinații tonale (Orchestra de coarde), 1980;
- Vivarium: Dixtuor, 1981
- Peisaj coral românesc, piesă corală pe versuri de Nina Cassian, 1981;
- Două cântece de dragoste (A capella), 1983;
- Variații Perpetue (Quinet - VI, Via, Victor, Clar, Pn), 1984;
- Clarinetul magic (clarinet și pian), 1985;
- 2×5 Degete (pian), 1986;
- Muzică corală și vocală, pe versuri proprii [27]